# Yoshiaki Takagi
Yoshiaki Takagi (高木 善朗, Takagi Yoshiaki) est un footballeur japonais né le 9 décembre 1992 à Yokohama. Il évolue au poste de milieu de terrain.

## Biographie
Avec l'équipe du FC Utrecht, il joue 33 matchs en première division néerlandaise, inscrivant un but. Il dispute également deux matchs en Ligue Europa.
Avec le club du Shimizu S-Pulse, il joue 13 matchs en première division japonaise, sans inscrire de but.
Il inscrit neuf buts en deuxième division japonaise avec l'équipe du Tokyo Verdy lors de la saison 2016.